# Valeč (district de Třebíč)
Pour les articles homonymes, voir Valeč.
Valeč (en allemand : Waltsch) est une commune du district de Třebíč, dans la région de Vysočina, en République tchèque. Sa population s'élevait à 807 habitants en 2020.

## Géographie
Valeč se trouve à 11,5 km au sud-ouest de Náměšť nad Oslavou, à 13,7 km au sud-sud-est de Třebíč, à 42,5 km au sud-sud-est de Jihlava et à 157 km au sud-est de Prague.
La commune est limitée par Třebenice au nord, par Stropešín et Dalešice à l'est, par Hrotovice et Odunec au sud, et par Dolní Vilémovice à l'ouest.

## Histoire
La première mention écrite de la localité date de 1294.

## Transports
Par la route, Valeč se trouve à 15,5 km de Třebíč, à 16 km de Náměšť nad Oslavou, à 52 km de Jihlava, à 61 km de Brno et à 187 km de Prague.